# El Gráfico (Madrid)
El Gráfico fue un periódico publicado en Madrid a lo largo de 1904.

## Historia
Fundado en junio de 1904, su creación fue promovida por Julio Burell y los propietarios de El Imparcial, la familia Gasset. La fundación del periódico se fue preparando desde tiempo atrás: José Gasset y Chinchilla patentó el sistema para la confección del periódico y registró la marca del nombre del diario.  La maquinaria era alemana, y los fundadores estuvieron en Alemania para estudiar los métodos del diario alemán Der Tag (El Día), que ya publicaba un diario ilustrado desde 1901.
El director de la publicación fue Julio Burell.
En sus primeros días se mostró crítico con el gobierno de Antonio Maura. Se destacó por su seguimiento y cobertura a los afectados por los sucesos de Alcalá del Valle del año anterior, de los cuales publicó varias cartas, testimonios cuya veracidad se ha puesto en duda.
Un spin-off de El Imparcial, el periódico en el apartado gráfico se caracterizaba por una buena impresión y papel, contando con la participación de fotógrafos como Alfonso Sánchez García «Alfonso» y Francisco Goñi.
Un proyecto fracasado, la publicación cesó en diciembre del mismo año, posiblemente a raíz del alto precio con el que era vendida. Entre sus colaboradores literarios se encontraron firmas como las de Alejandro Sawa, Gumersindo de Azcárate, Ramón Pérez de Ayala, Cristóbal de Castro, José María Salaverría, Galdós, Valle-Inclán y Emilia Pardo Bazán, entre otras. Fue el primer diario gráfico del país.